# Besucherbergwerk Kleinenbremen
Das Besucherbergwerk Kleinenbremen ist ein Bergwerk im Stadtteil Kleinenbremen der ostwestfälischen Stadt Porta Westfalica, das im Mai 1988 eröffnet wurde und in einem Teil der stillgelegten Grube Wohlverwahrt im Wesergebirge eingerichtet ist. Bis in die 1960er-Jahre wurde in der Grube noch Eisenerz durch die Barbara Erzbergbau abgebaut.

## Das Museum
Die Einfahrt in das Besucherbergwerk erfolgte bis 2014 mit einem Dieseltriebwagen der Mindener Kreisbahnen. Im Bergwerk werden die Besucher mit der Grubenbahn bei den Führungen zu den interessantesten Stellen gefahren, die dann näher vorgestellt werden. Die Einfahrt mit dem Triebwagen ist seit 2014 aus finanziellen Gründen nicht mehr möglich. Der Triebwagen wurde an die Museumseisenbahn Minden verkauft und ist seit der Aufarbeitung als „T2“ auf den Strecken der Mindener Kreisbahnen unterwegs.
Die harten Arbeitsbedingungen der Bergleute werden ebenfalls vorgestellt. Unter Tage hat sich ein größerer See gebildet, der als „Blaue Lagune“ bezeichnet wird und von Sporttauchern von 2009 bis 2018 auch betaucht werden durfte.
Im zum Besucherbergwerk gehörenden „Museum für Bergbau und Erdgeschichte“ wird dargestellt, wie sich der Bergbau und die Arbeitsbedingungen der Bergleute im Laufe der Zeit entwickelt haben.

## Auszeichnung
Die Eisenerzgrube Wohlverwahrt wurde 2006 als Nationales Geotop ausgezeichnet und ist damit in der Liste der bedeutendsten Geotope Deutschlands erfasst worden.

## Verkehrsanbindung
Die Anbindung des Museums an die Museumseisenbahn Minden war lange wegen Oberbauschäden auf der Strecke zwischen Minden und Kleinenbremen nicht möglich. Im Jahr 2018 wurde der Verkehr wieder aufgenommen.